# Iván Valenciano
Iván René Valenciano Pérez (* 18. März 1972 in Barranquilla) ist ein ehemaliger kolumbianischer Fußballspieler. Der Stürmer wurde zweimal kolumbianischer Meister und dreimal Torschützenkönig der Categoría Primera A.

## Karriere

### Verein
Iván Valenciano gab sein Profidebüt am 23. Oktober 1988 für Atlético Junior im Spiel gegen Independiente Santa Fe, in dem er ein Tor erzielte. In den folgenden Jahren wurde er sechsmal bester Torschütze des Vereins. In der Saison 1991 erzielte er im Alter von 19 Jahren 30 Tore und gewann damit seinen ersten Goldenen Schuh. 1992 wechselte er zu Atalanta Bergamo in die italienische Serie A. Während seiner Zeit in Italien blieb er ohne Tor, auch wenn ihm ein Treffer fälschlicherweise zugeschrieben wurde. Aufgrund ausbleibender Erfolge kehrte er Mitte 1993 nach Barranquilla zurück. Nach seiner Rückkehr gewann er mit Atlético Junior 1993 die Meisterschaft und wurde mit 18 Toren bester Torschütze der Mannschaft. In der Saison 1994/95 erzielte er 24 Tore und gewann mit dem Verein einen weiteren Meistertitel sowie seinen zweiten Goldenen Schuh. 1995/96 stellte er mit 36 Treffern eine persönliche Bestmarke auf und erhielt seine dritte Auszeichnung als bester Torschütze.
Im Jahr 1996 wechselte Valenciano zum mexikanischen Verein Veracruz. In seinem ersten Spiel gegen CF Atlante erzielte er ein Tor. Während eines Spiels gegen den Club León zog er sich jedoch eine Knieverletzung zu, die ihn für mehrere Monate außer Gefecht setzte. Nach dem Abstieg von Veracruz schloss er sich 1997 Morelia an, wo er bis 1999 spielte, bevor er nach Kolumbien zurückkehrte. In Kolumbien spielte er außer für Atlético Junior auch für Deportivo Unicosta, Independiente Medellín, Atlético Bucaramanga, Deportivo Cali, Millonarios, Unión Magdalena, Deportes Quindío und Alianza Petrolera. Im kolumbianischen Oberhaus gehört Valenciano mit 2017 Toren zu den erfolgreichsten Torjägern der Liga.

### Nationalteam
Im kolumbianischen Nationalteam debütierte Valenciano bei der Copa América 1991 im letzten Gruppenspiel gegen Uruguay. In der Finalrunde kam er zwei weitere Male zum Einsatz. Kolumbien belegte beim Turnier den vierten Platz. Nachdem er vier Qualifikationsspiele und weitere Freundschaftsspiele bestritten hatte, wurde Valenciano für die Weltmeisterschaft 1994 nominiert. Dort wurde er im zweiten Gruppenspiel gegen Gastgeber USA zur zweiten Spielhälfte für Antony de Ávila eingewechselt. Die USA gewannen das Spiel und Kolumbien schied trotz des Sieges im letzten Gruppenspiel aus. Valenciano spielte noch in weiteren Qualifikationsspielen zu den Weltmeisterschaften 1998 und 2002 sowie Freundschaftsspielen. Sein letztes Spiel bestritt er im Juli 2000 bei der Qualifikation für die WM 2002. Insgesamt absolvierte er 29 Länderspiele und erzielte dabei 13 Tore.
Mit der Olympiamannschaft Kolumbiens nahm Valenciano an den Olympischen Spielen 1992 in Barcelona teil. Sein Team schied in der Gruppenphase mit nur einem Punkt aus drei Spielen aus.

## Erfolge
Atlético Junior
- Kolumbianischer Meister: 1993, 1995

## Auszeichnungen
- Torschützenkönig der Categoría Primera A: 1991, 1995, 1996